# كينيون هوبكينز
كينيون هوبكينز (بالإنجليزية: Kenyon Hopkins)‏ هو مؤلف موسيقى تصويرية وملحن أمريكي، ولد في 15 يناير 1912 في كوفيفيل في الولايات المتحدة، وتوفي في 7 أبريل 1983 في برينستون في الولايات المتحدة.

## وصلات خارجية
- كينيون هوبكينز على موقع IMDb (الإنجليزية)
- كينيون هوبكينز على موقع ميوزك برينز (الإنجليزية)
- كينيون هوبكينز على موقع تيرنر كلاسيك موفيز (الإنجليزية)
- كينيون هوبكينز على موقع أول موفي (الإنجليزية)
- كينيون هوبكينز على موقع أول ميوزيك (الإنجليزية)
- كينيون هوبكينز على موقع ديسكوغز (الإنجليزية)
- كينيون هوبكينز على موقع قاعدة بيانات الفيلم (الإنجليزية)
- كينيون هوبكينز على موقع كينوبويسك (الروسية)